# 罗卡德乔治
罗卡德乔治（義大利語：Rocca de' Giorgi），是意大利帕维亚省的一个市镇。总面积10.62平方公里，人口68人，人口密度6.4人/平方公里（2009年）。国家统计（ISTAT）代码为018125。